# 西川如見
西川 如見（にしかわ じょけん、慶安元年（1648年） - 享保9年8月10日（1724年9月26日））は、江戸時代中期の天文学者。父は同じく天文学者の西川忠益。母は石山宗林の娘。肥前長崎の商家に生まれ育った。名は、忠英、通称は次郎右衛門。別名は恕軒、恕見。居号は求林斎、金梅庵、淵梅軒。

## 略歴
1672年（寛文12年）25歳の頃、和漢を儒学者の南部草寿（1680年没）に、次いで天文・暦算・測量学を林吉右衛門門下の小林義信（謙貞、樋口権右衛門）に学んだ。1695年（元禄8年）48歳の時に日本で初めての世界地誌『華夷通商考』を著した。
如見は自然摂理と人間社会を対象とした己の学問を「天学」と命名した。
元禄10年（1697年）に隠居して著述に専念した。1708年（宝永5年）61歳の時に『増補華夷通商考』を刊行した。これにより、南北アメリカが日本で初めて紹介された。
天文・地理学上の著述では有名中国天文学説を主とし、ヨーロッパ天文学説の特徴を十分承知しながら享保3年（1718年）に江戸へ赴き、翌享保4年（1719年）に8代将軍徳川吉宗から天文に関する下問を受けた。暫く江戸に滞在し、長崎に帰った。
享保9年（1724年）に死去した。享年77。
墓は長崎長照寺照山。
大正5年（1916年）、正五位を追贈された。

## 子孫
息子の西川正休（忠次郎）は、ティコ・ブラーエなどの西洋天文学を初めて一般書として紹介した游子六の『天経或問』にさらに訓点をほどこして1730年に出版した。延享4年（1747年）、または宝暦年間の改暦（宝暦の改暦）の際（吉宗が没した1751年）に天文方に任命されている。
子孫に東京築地活版製造所の株主で役員を務めた西川忠亮がいる。初代西川忠亮（友三郎、1855－1912）は長崎市麹屋町の西川三四郎の四男に生まれ、丸山作楽のもとで和漢学を修め、1871年に上京し外務省語学学校でロシア語を学び、横浜の洋館に8年間奉公して貿易業を身に着け、1882年東京で雑貨商「西川求林堂」をおこして印刷用インキ・機器の輸入業を営み、1889年印刷インキの国産化に成功し、これを商った。東京築地活版製造所会長、東京印刷監査役なども兼任した。
その長男の2代目西川忠亮（亮一、 1880年生）は東京外国語学校スペイン語科、フランス語科で経済学、国際法を学び、1906年に卒業して家業に就き、京橋築地郵便局長、東京築地活版製造所役員を兼任した。岳父は松永安彦、弟・西川忠雄の妻は男爵大鳥圭介の孫、妹・ちかの舅は子爵伊東巳代治。

## 主な著作
- 華夷通商考
- 両儀集説 - 正徳2年（1712年）刊行。全8冊。天文学入門書。8巻に西洋天文学と中国天文学の比較がある。
- 両儀集説外記 天文義論 - 正徳2年（1712年）著。全二冊。西洋天文学と中国天文学の比較評論に、自論を記している。
- 四十二国人物図 - 全2巻。享保5年(1720年)刊。輸入された欧州製の絵を長崎の絵師が描き写したものに、解説を書いた。幕末に至るまで、外国理解の基本となり、人物集の手本とされた。天保14年(1843年)に『萬国人物図』と改題して再刊された。
- 教童暦談 - 正徳4年（1714年）出版。のち増補して1716年に『和漢運気暦説』『和漢運気指南後編』出版。運気論が含まれる天文暦学書。
- 町人嚢 - 享保4年（1719年）刊。全5巻に補遺として『町人嚢底払(そこばらい)』2巻。庶民としての町民の心得や教訓、迷信の否定などの教育啓蒙本。
- 百姓嚢 - 享保6年（1721年）著。全5巻。上記の『町人嚢』と同様に、「百姓」という言葉の意味の解説から始まる、農民（百姓）への生活心得などの啓蒙本。
- 日本水土考 - 元禄13年（1700年）刊行。日本国内および世界における日本の位置、などの地理本。
- 水土解弁
- 長崎夜話草 - 長崎の地誌。如見の談話を子の正休（忠次郎）が筆録したもの。

全集として『西川如見遺書』全18巻（西川忠亮編・刊、1898年 - 1907年）がある。岩波文庫に『町人嚢・百姓嚢・長崎夜話草』（飯島忠夫・西川忠幸校訂、1942年）、『日本水土考・水土解弁・増補華夷通商考』（同校訂、1944年）がある。